# Seigneur de Las Limas

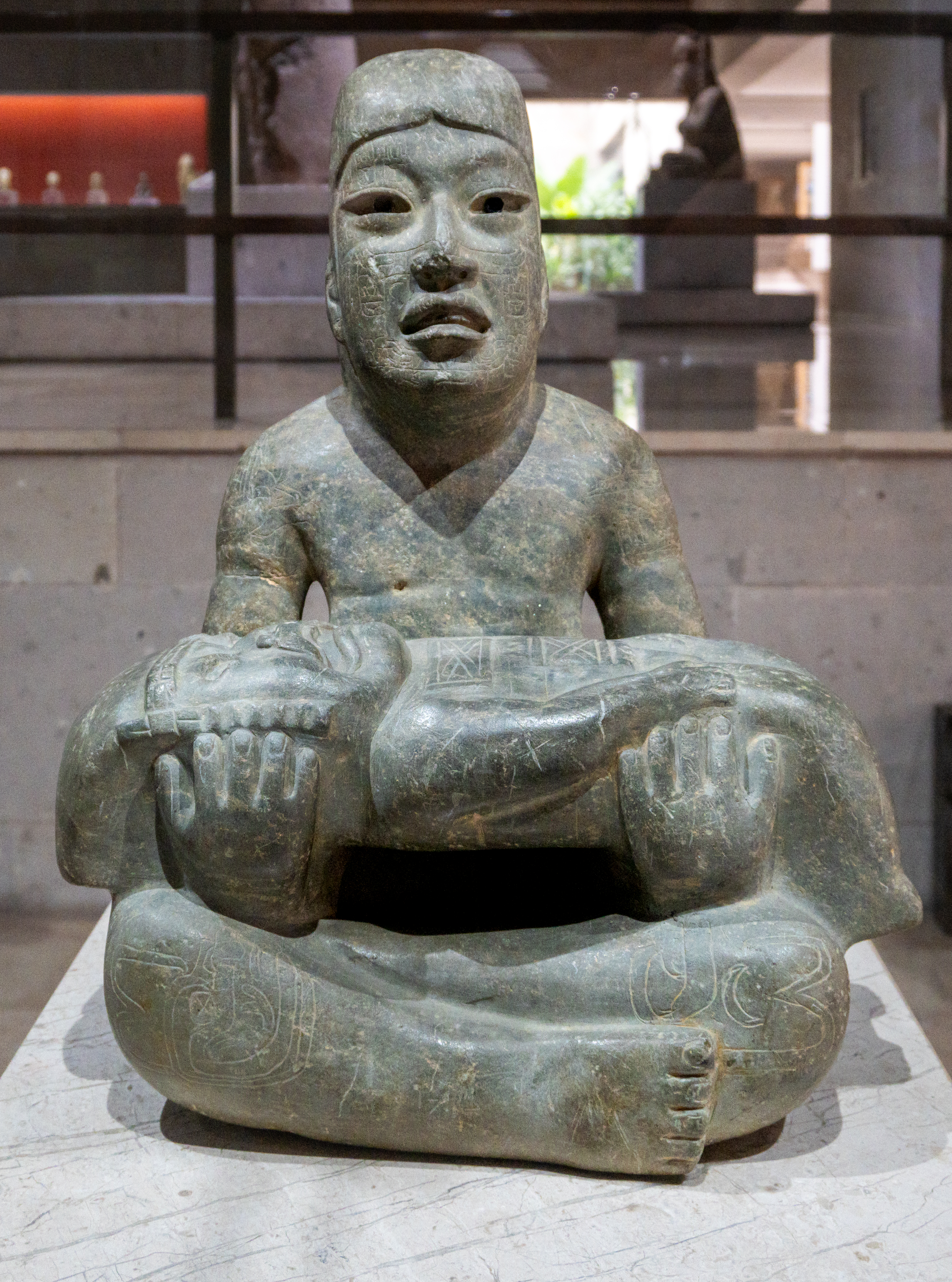
Seigneur de Las Limas, appelé également plus scientifiquement Monument 1 de Las Limas.

Seigneur de Las Limas est une sculpture en ronde-bosse, également connue sous le nom de Monument 1 de Las Limas, qui a été retrouvée dans le site archéologique olmèque de Las Limas. Cette œuvre, qui est une des plus connues et essentielles dans la connaissance de l'art olmèque, est conservée au Musée d'anthropologie de Veracruz à Xalapa.

## Histoire moderne

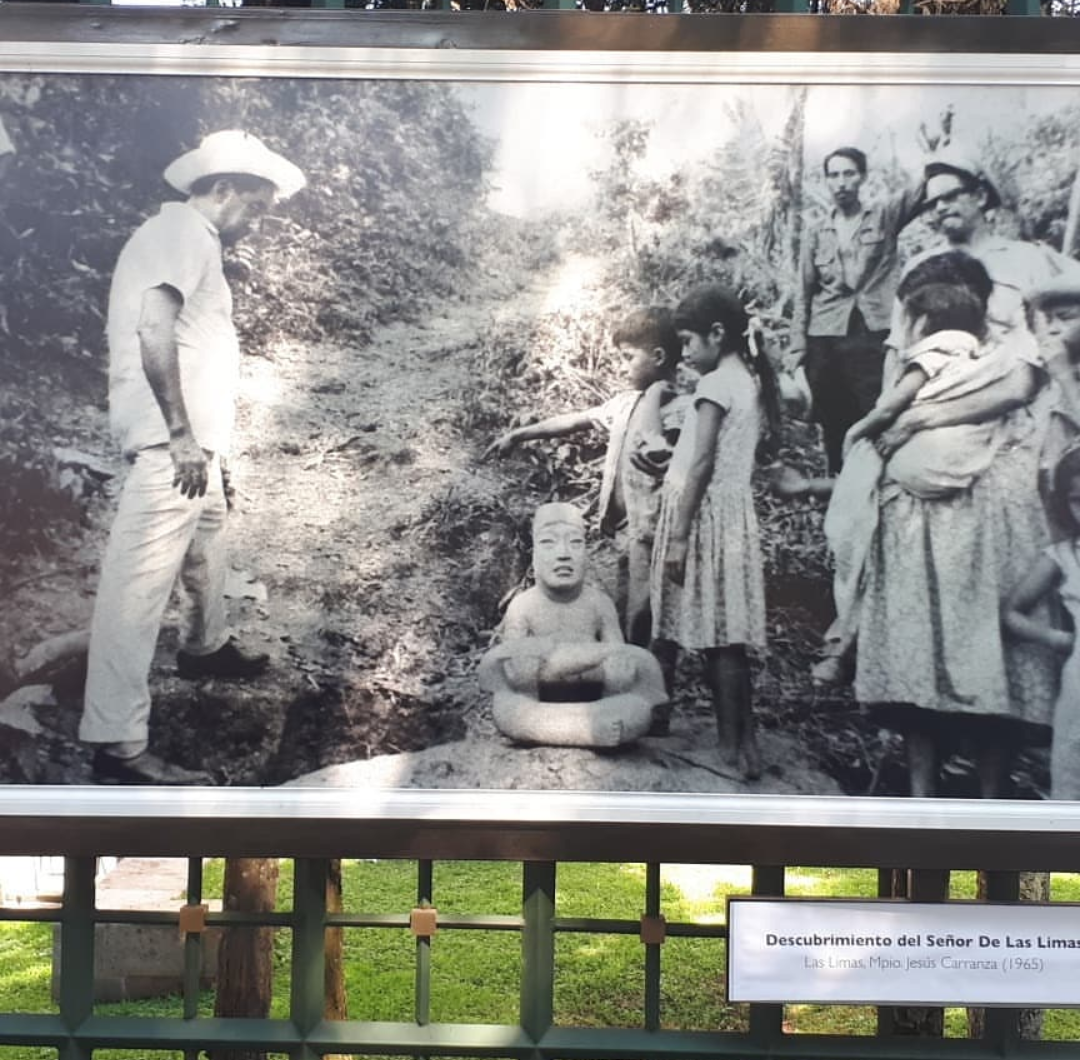
Raymundo Herrera, maire de Jesús Carranza, pose avec des enfants et la sculpture sur le lieu de la découverte (1965).

L'histoire moderne du Seigneur de Las Limas présente la particularité de se composer d'une série d'événements insolites.
D'abord, la sculpture fut découverte fortuitement par deux enfants. Leurs parents la ramenèrent à la maison et la vénérèrent comme une image miraculeuse de la Vierge Marie.
Elle fut ensuite exposée à une place d'honneur sur l'autel de l'église d'un village voisin, dont les habitants la jugèrent plus importante que la Vierge de Guadalupe.
Lorsque les archéologues apprirent son existence, il leur fut très difficile de convaincre les villageois que sa place légitime était au Musée de Xalapa.
Le 12 octobre 1970, la statue, appelée à l'époque le «sacerdote» de Las Limas, fut volée au milieu de la nuit. La notoriété de l'œuvre rendant sa vente impossible, elle finit par être retrouvée grâce à un coup de téléphone anonyme dans une chambre de motel à San Antonio au Texas.
Le Seigneur de Las Limas est une source de fierté locale et figure sur l'écusson de la municipalité de Jesús Carranza, dont fait partie Las Limas.

## Description
La pièce en ronde-bosse mesure 55 cm de haut et pèse 60 kg. Elle est taillée dans une jadéite de couleur vert pâle, les pupilles des yeux sont formées de disques de pyrite polie.
Cette sculpture reprend en ronde-bosse un des thèmes iconographiques olmèques représentés sur les autels-trônes. Elle représente un personnage de sexe indistinct assis en tailleur. Son visage, ses épaules et ses genoux portent de fines incisions. Sur ses genoux repose un bébé-jaguar orné de dessins gravés plus larges. Sa tête et ses jambes sont pendants, ce qui peut laisser penser qu'il est mort ou qu'il dort.
Les motifs incisés ont fait l'objet de nombreuses spéculations.

## Interprétation
Les quatre figures incisées sur les épaules et les genoux du personnage assis ainsi que le bébé-jaguar lui-même ont fait l'objet d'une théorie appelée «Las Limas Hypothesis» (Hypothèse Las Limas) élaborée par Michael D. Coe et Peter Joralemon.
La sculpture constituerait la clé, en quelque sorte une «Pierre de Rosette» du panthéon olmèque, dont les cinq figures constitueraient les divinités principales.

Figure de l'épaule gauche
Figure de l'épaule droite
Figure du genou gauche
Figure du genou droit